# Plectoderoides maculata
Plectoderoides maculata är en insektsart som beskrevs av Matsumura 1914. Plectoderoides maculata ingår i släktet Plectoderoides och familjen vedstritar. Inga underarter finns listade i Catalogue of Life.